# Benedetto z Terra Maggiore
Benedetto (XII wiek) – włoski benedyktyn, opat klasztoru San Pietro di Terra Maggiore w San Severo.
W okresie schizmy lat 1130-38 był stronnikiem antypapieża Anakleta II, który około roku 1135 mianował go kardynałem prezbiterem Santi Quattro Coronati. Sygnował bullę Anakleta II z dnia 21 marca 1137 (data roczna niepewna). Jego późniejsze losy nie są znane.